# HD 42818
HD 42818 (L Camelopardalis) é uma estrela na direção da Camelopardalis. Possui uma ascensão reta de 06h 18m 50.78s e uma declinação de +69° 19′ 12.1″. Sua magnitude aparente é igual a 4.76. Considerando sua distância de 176 anos-luz em relação à Terra, sua magnitude absoluta é igual a 1.10. Pertence à classe espectral A0Vn.